# Ван-Несс — Ю-Ди-Си
Ван-Несс — Ю-Ди-Си (англ. Van Ness–UDC) — подземная станция Вашингтонгского метро на Красной линии. Станция представлена одной островной платформой. С точки зрения архитектуры Кливленд-парк схожа с другими станциями подземного участка Красной линии Вудли-парк—Медикал-Сентер, который включает 7 станций. Станция обслуживается Washington Metropolitan Area Transit Authority. Расположена под Коннектикут-авеню и обслуживает районы Форест-Хиллс и Норт-Кливленд-парк, Северо-Западный квадрант Вашингтона.
Пассажиропоток — 2.723 млн. (на 2007 год).
Поблизости к станции расположены Университет округа Колумбия, Школа права Ховардского университета, Музей Хиллвуд.
Станция была открыта 5 декабря 1981 года.
Название станции происходит от прозвища района Форест-Хиллс Ван-Несс (названого так из-за аналогичного названия кампуса УоК) и Университета округа Колумбия (название которого у станции применяется в виде аббревиатуры Ю-Ди-Си — англ. UDC).
Открытие станции было совмещено с открытием ж/д линии длиной 3,4 км и ещё двух станций: Вудли-парк и Кливленд-парк. До открытия станции Гросвенор 25 августа 1984 года была конечной станцией Красной линии направления Шейди-Гроув (А).